# Ferrovia Westport-Portarlington
La ferrovia Westport–Portarlington è una linea ferroviaria irlandese che collega Westport, nella contea del Mayo, a Portarlington, nella contea di Laois. Lo scalo di Portarlington è posto sulla Dublino–Cork, consentendo collegamenti intercity con la capitale irlandese.
La linea è esercita dalla Iarnród Éireann (IÉ).

## Storia
La linea è frutto dell'unione di due precedenti ferrovie: la Athlone–Portarlington, della Great Southern and Western Railway (GS&WR), e la Westport–Athlone, della Midland Great Western Railway (MGWR). La prima fu completata tra il 1858 e il 1859; la seconda fu aperta tra il 1862 e il 1866. Per questo motivo Athlone fu servita da due stazioni, una per ogni impresa ferroviaria, collegate tra loro da un binario di raccordo.
Nel 1925 la gestione di entrambi i tronchi passò alla Great Southern Railways (GSR) che l'anno prima aveva assorbito entrambe le società ferroviarie. Fu la GSR che decise di unificare l'esercizio, chiudendo lo scalo della GS&WR nello stesso periodo.
Nel 1945, la linea passò alla Córas Iompair Éireann (CIÉ). Nel 1983, la CIÉ chiuse la stazione di Athlone per riutilizzare l'impianto ex GS&WR come nuova stazione a servizio della cittadina, in previsione della soppressione definitiva della tronco Athlone–Mullingar, un evento che si verificò quattro anni dopo.
La IÉ subentrò alla CIÉ nell'esercizio della linea nel corso del 1987.

## Caratteristiche
La linea è una ferrovia a binario semplice non elettrificato. Lo scartamento è di 1600 mm che è lo standard delle linee irlandesi.

## Percorso
|  | Unknown route-map component "exKDSTa" |

|  | Unknown route-map component "KBHFxa" |

|  | Unknown route-map component "eHST" |

|  | Stop on track |

|  | Unknown route-map component "ABZg+l" | Unknown route-map component "CONTfq" |  |  |

|  | Station on track |

|  | Unknown route-map component "eHST" |

|  | Unknown route-map component "eABZg+l" | Unknown route-map component "exCONTfq" |  |  |

|  | Station on track |

| Unknown route-map component "exCONTgq" | Unknown route-map component "eABZgr" |  |  |  |

|  | Unknown route-map component "eHST" |

|  | Stop on track |

|  | Unknown route-map component "eHST" |

|  | Stop on track |

|  | Unknown route-map component "eHST" |

|  | Unknown route-map component "eHST" |

|  | Station on track |

|  | Unknown route-map component "eHST" |

|  | Unknown route-map component "eHST" |

|  | Unknown route-map component "eHST" |

| Unknown route-map component "CONTgq" | Unknown route-map component "ABZg+r" |  |  |  |

|  | Unknown route-map component "eBHF" |

|  | Unknown route-map component "eABZgl" | Unknown route-map component "exCONTfq" |  |  |

|  | Station on track |

|  | Unknown route-map component "eHST" |

|  | Station on track |

|  | Unknown route-map component "eABZg+l" | Unknown route-map component "exBHFq" | Unknown route-map component "exCONTfq" |  |

|  | Station on track |

|  | Unknown route-map component "eBHF" |

| Unknown route-map component "CONTgq" | Unknown route-map component "ABZg+r" |  |  |  |

|  | Station on track |

|  | Continuation forward |

## Traffico
Oggigiorno tutti i treni, sia da Westport che da Galway, consistono in convogli Intercity, che passano per parte della vecchia GSWR da Dublino Heuston. La connessione con la vecchia MGWR non è più utilizzata da treni passeggeri dal 1987. I treni sono del tipo Iarnród Éireann classe 22000. Ci sono sette treni al giorno, per direzione tra Galway e Dublino, 10 tra Westport e Dublino. Un ulteriore treno al giorno arriva a Ballina.